# Ahrenshoop
Ahrenshoop är en kommun och ort i Landkreis Vorpommern-Rügen i förbundslandet Mecklenburg-Vorpommern i Tyskland.
Kommunen ingår i kommunalförbundet Amt Darß/Fischland tillsammans med kommunerna Born a. Darß, Dierhagen, Prerow, Wieck a. Darß och Wustrow.